# Jonas Laurentii Lundius
Jonas Laurentii Lundius, född 1620 i Sya församling, Östergötlands län, död 12 juni 1678 i Östra Tollstads församling, Östergötlands län, var en svensk präst.

## Biografi
Jonas Laurentii Lundius föddes 1620 i Sya församling. Han blev 1640 student vid Uppsala universitet och prästvigdes 26 september 1658. Lundius blev 1658 komminister i Västra Stenby församling och 1664 kyrkoherde i Östra Tollstads församling. Han avled 1678 i Östra Tollstads församling.

### Familj
Lundius gifte sig 1664 med Margareta Brask (död 1705). Hon var dotter till kyrkoherden Ericus Laurentii Brask och Sara Pädersdotter i Östra Tollstads församling. De fick tillsammans dottern Brita Lundius som var gift med postmästaren Jacob Ekstedt i Eksjö.